# Église Saint-Urbain de Strasbourg
L'église Saint-Urbain est une église catholique située dans le quartier du Neudorf, rue de Lièpvre à Strasbourg.
Elle est construite au XXe siècle dans un style contemporain en forme de cercle. Elle est dédiée à Saint Urbain.
L'église est construite selon un plan massé. La façade principale est percée de baies vitrés permettant l'entrée. La toiture à six pans englobe l'édifice.